# Balneologi
Balneologi (av latin balneum, bad, och grekiska logos, lära) är läran om de olika slagen av bad och om deras medicinska betydelse. Den sistnämnda aspekten har också kallats balneoterapi.
En balneolog var en person som studerade bad och dess medicinska betydelse. Titeln var vanlig under slutet av 1800-talet där läkaren på exempelvis kallbadhus titulerades balneolog eller vattenläkare. Kända balneologer var bland andra Carl Curman, Anders Wide och Alfred Levertin. I Norge upprettäde Heinrich Arnold Thaulow (1808−1894) kurbad i Sandefjord och Modum.